# Ōmura Seiichi

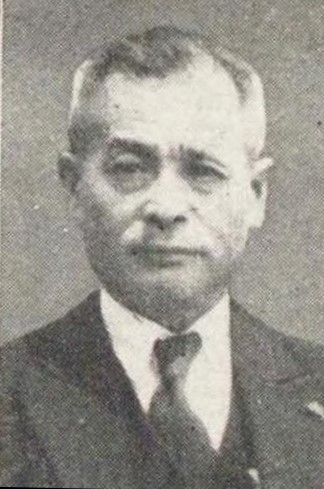
Ōmura Seiichi

Ōmura Seiichi (japanisch 大村 清一; geboren 4. Mai 1892 in Tsuyama, Präfektur Okayama; gestorben 24. Mai 1968) war ein japanischer Beamter und Politiker.

## Leben und Wirken
Ōmura Seiichi machte 1917 seinen Studienabschluss im Fach Rechtswissenschaften an der Universität Kyōto. Nachdem er dem Innenministerium beigetreten war, wurde er Gouverneur der Präfekturen Nagano (1935–36, 1938) und Kanagawa (1938–39), hatte aber als Gouverneur der Präfektur Nagano zweimal Probleme. Nachdem er als Leiter der Polizeiabteilung (keiho-kyoku) im Innenministerium gearbeitet hatte, wurde er 1939 [beamteter] Staatssekretär (jikan) im Kultusministerium für das Kabinett Abe und 1943 der erste Direktor der „Gesellschaft zur Studentenförderung“ (日本育英会 Nihon ikueikai).
Nach dem Zweiten Weltkrieg wurde Ōmura 1946 Innenminister im 1. Kabinett Yoshida und bald darauf Mitglied des Herrenhauses. Während seiner Zeit als Innenminister plante er die Zusammensetzung des Rätehauses, des neuen gewählten Oberhauses unter der neuen Verfassung, führte die Verhandlungen mit den Besatzungsbehörden über die Reformen zur Ausweitung der lokalen Selbstverwaltung (das Innenministerium sollte 1947 ganz abgeschafft, Gouverneure und Bürgermeister fortan vom Volk gewählt werden), führte ein Recall-System und anderes ein. Bei den Abgeordnetenhauswahlen 1947 wurde er im 1. Wahlkreis Okayama (Fünfmandatswahlkreis) als Kandidat der Liberalen Partei Japans gewählt und wurde danach fünfmal wiedergewählt; nur bei der Wahl 1958 wurde er abgewählt.
Später wurde Ōmura Vorsitzender des politischen Ausschusses der Liberalen Partei, stärkte die Anti-Yoshida-Faktion und beteiligte sich 1954 an der Gründung von Hatoyamas Demokratischer Partei. Er wurde Leiter der Verteidigungsbehörde im 1. Kabinett Hatoyama und erstellte den ersten „Langfristigen Entwicklungsplan für die Selbstverteidigungskräfte“. Er war Präsident des Forstwirtschaftsverbandes Nihon ringyō kyōkai (日本林業協会 englisch Japan Forestry Association) und Präsident der Sagami joshi daigaku (相模女子大学 deutsch ‚Frauenuniversität Sagami‘, englisch Sagami Women's University) in Sagamihara.
Zur Abgeordnetenhauswahl 1963 trat Ōmura nicht mehr an. Sein ältester Sohn Jōji übernahm seine LDP-Kandidatur im Wahlkreis Okayama 1, wurde aber erst im zweiten Anlauf 1967 gewählt. Er wurde später ebenfalls Verteidigungsminister.